# Réévolution
Albums de Étienne Daho
Dans la peau de Daho
(2002) Sortir ce soir (Best of Live)
(2005)
Réévolution est le huitième album studio d'Étienne Daho. Il a été enregistré à Paris, durant l'été 2003. Trois singles en ont été extraits : Retour à toi, If et Réévolution.
Le titre If est une composition du groupe français Ginger Ale, issue de leur premier album Laid Back Galerie sorti en 2002. Étienne Daho chantait déjà sur ce titre ; il a décidé de l'inclure sur l'album, mais en le retravaillant car la première version ne correspondait pas au climat général de l'album Réévolution.
L'album est certifié disque d'or en 2004.

## Liste des titres
1. Retour à toi - (Étienne Daho/Étienne Daho-Nicholas Dembling) - 3:54
2. Réévolution - (Étienne Daho/Étienne Daho-Christian Fradin) - 3:22
3. L'Orage - (Étienne Daho/Étienne Daho-Christian Fradin) - 3:42
4. If - (Étienne Daho/Étienne Daho-Ginger Ale) - 3:30 - duo avec Charlotte Gainsbourg
5. Les Remparts - (Étienne Daho/Étienne Daho-Gavin Skinner) - 3:08
6. Vis-à-vis - (Étienne Daho/Étienne Daho-Vincent Mounier) - 3:15
7. Le Jour et la nuit - (Jacques Duvall/Frédéric Momont) - 3:36
8. L'Inconstant - (Étienne Daho/Étienne Daho-Helen Turner) - 3:55
9. Les Jalousies - (Étienne Daho/Étienne Daho-Nicholas Dembling) - 2:06
10. Talisman - (Étienne Daho/Étienne Daho) - 3:52
11. Les Liens d'Eros - (Étienne Daho/Étienne Daho) - 4:46 - avec la participation de Marianne Faithfull
12. Au Jack au mois d'avril - (Étienne Daho/Étienne Daho) - 2:53

## Musiciens
- Étienne Daho : chant, chœur
- Christian Fradin : claviers
- Mako : programmations, claviers
- Mars : basse
- Vincent Mounier : guitare, programmations
- Matthieu Rabaté : batterie, percussions
- Xavier Géronimi : guitare acoustique sur Retour à toi